# IPhone XR
iPhone Xʀ（アイフォーン テンアール）は、Appleが開発・販売していたスマートフォンである。

## 概要
iPhone Xʀは、2018年9月12日（現地時間）、アメリカ・カリフォルニア州クパティーノのApple本社にあるThe Steve Jobs Theaterで初開催された、Apple Special EventにてiPhone XS/XS Maxと共に発表された。
Liquid Retina HDディスプレイを初搭載したモデルである。Liquid Retina HDディスプレイはRetina HDディスプレイやSuper Retina HDディスプレイよりも厚みがあるため、Lightningコネクタの位置がやや背面寄りになっている。
耐水・防塵はIP67等級を有している。（規格60529にもとづくIP67等級 最大水深1メートルで最大30分間）これはiPhone 7 / 7 Plus、iPhone 8 / 8 Plus、iPhone Xと同じ耐水・防塵 性能である。
iPhone XS/XS Maxとは異なる素材のフレームを採用しておりXS / XS Maxはステンレス製、XRはアルミニウム製となっている。
カラーは(PRODUCT)RED、イエロー、ホワイト、コーラル、ブラック、ブルーの全6色。
CPUにはTSMC製造のApple A12 Bionicを採用している。 3D Touch が搭載されていない代わりに、ほぼ同様の機能を利用できるHaptic Touchが採用されている。
高音質コーデックであるEnhanced Voice Services（EVS-WB）に対応している。
2018年10月19日から予約が開始され、2018年10月26日に発売された。
データ通信での理論上の最大受信速度は、NTTドコモのPREMIUM 4Gで794Mbps、KDDIでは758Mbps、ソフトバンクでは650Mbps、に対応する。NTTドコモでは、受信実効速度は154Mbps～298Mbps、送信実効速度は21Mbps～38Mbpsと発表している。
2021年9月14日（現地時間）のiPhone 13シリーズの発表に伴い、販売終了となった。
2024年6月11日に開催されたWWDC24基調講演にて、iPhone XRがiPhone XS/XS Maxと共にiOS 18のサポート対象と発表された。これにより、7年間サポートをしていたiPhone 6s/iPhone 6s Plusとサポート期間が同じになった。
2025年6月9日、WWDC25基調講演で発表されたiOS 26では、サポート対象外とされた。
2025年6月24日より、iOS 18.5にてマイナンバーカード搭載機能が実装された。

## 急速充電（PD充電）の仕様
iPhone XRを急速充電するには、急速充電に対応したケーブルと充電器が必要である（最大ワット数は18W）。急速充電を行うと30分で最大50%まで充電できるが、18Wを超えるApple USB-C電源アダプタを使用しても18W電源アダプタと同じ出力になる。iMacのUSB-Cポートでは15Wでの急速充電が出来る他、MacのUSB Type-AポートではUSB-PDより遅い10Wで急速充電ができる。